# (6597) Kreil
(6597) Kreil est un astéroïde de la ceinture principale.

## Description
(6597) Kreil est un astéroïde de la ceinture principale. Il fut découvert le 9 janvier 1988 à l'Observatoire Kleť par Antonín Mrkos. Il présente une orbite caractérisée par un demi-grand axe de 2,58 UA, une excentricité de 0,30 et une inclinaison de 3,3° par rapport à l'écliptique.

## Compléments